# Stazione di Firenze Campo di Marte
1 Firenze Campo di Marte
2 Firenze Castello
3 Le Cure
4 Le Piagge
5 Firenze Rifredi
6 Firenze Rovezzano
7 Firenze San Marco Vecchio
8 Firenze Santa Maria Novella
9 Firenze Statuto
La stazione di Firenze Campo di Marte è una stazione ferroviaria fiorentina posta nell'omonimo quartiere.
La stazione è posta lungo tutti gli itinerari che collegano il nodo fiorentino con Roma e pertanto vi transitano tutti i treni che collegano Firenze con il centro e il sud d'Italia. Ha due accessi, a sud si affaccia su via Mannelli e a nord su via del Campo d'Arrigo.

## Storia
In questa zona di Firenze esistevano i binari della tranvia del Chianti, che correvano lungo l'attuale via Scipione Ammirato e terminavano alla scomparsa stazione di Porta alla Croce, all'imbocco del viale Giuseppe Mazzini. Verso il 1896 la tranvia venne smantellata e più o meno contemporaneamente si creò il nuovo tracciato della linea Firenze-Roma attraverso Arezzo, con la realizzazione di una stazione ex-novo.
La nuova stazione di Campo di Marte, in stile eclettico, fu inaugurata appunto nel 1896, ma nel 1908 fu distrutta da un incendio. Una nuova stazione fu ricostruita poco dopo e poi ammodernata a più riprese. 
Durante la Seconda guerra mondiale, la stazione fu un obiettivo strategico degli attacchi militari dato che era usato dai convogli dell'esercito nazista. Il 25 settembre 1943 fu pesantemente bombardata da 36 aerei inglesi  causando 251 vittime civili e pesanti devastazioni nelle zone adiacenti la ferrovia. La stazione fu colpita il successivo 11 marzo e il 1º maggio 1944.
Con l'inizio dei primi servizi ferroviari ad alta velocità, durante gli anni Novanta, si ipotizzò di promuovere la stazione di Firenze di Campo di Marte a scalo cittadino dedicato ai treni veloci, ma il progetto fu abbandonato a favore di un passante ferroviario sotto la città. Il tunnel, una volta realizzato, libererà i convogli a media e lunga percorrenza  che oggi interferiscono con i treni regionali creando ritardi e lunghi tempi di percorrenza.

## Caratteristiche
La stazione è dotata di nove binari, collegati da un sottopassaggio (dotato di ascensori). È presente anche un ponte sopraelevato (completamente ristrutturato dal novembre 2009), raggiungibile da ogni banchina tranne quella dei binari 6 e 7, che scavalca la stazione, collegando via Mannelli a viale Malta, le due strade a essa parallele. È così possibile raggiungere facilmente la zona dello stadio, aspetto importante durante le partite di calcio che attirano grandi masse di tifosi che utilizzano il treno. Tutte le banchine sono coperte da lunghe pensiline, interrotte al centro dal passaggio del ponte, ad eccezione della banchina dei binari 8-9, che è coperta da una pensilina più corta.
A dicembre 2009 sono finiti i lavori di adeguamento agli standard del servizio ferroviario metropolitano dei marciapiedi dei binari quattro/cinque e due/tre (dedicati al servizio Alta Velocità). Con questi lavori, i marciapiedi hanno raggiunto un'altezza di 55 centimetri e permettono una più agevole entrata ed uscita dai treni. Inoltre è stata installata una nuova illuminazione a led e sono stati rinnovati i bagni.

### Strutture e impianti
La stazione è dotata di biglietteria, sala d'aspetto interna, bar, edicola, servizi igienici, interscambi con autobus urbani ed extraurbani.
A Campo di Marte ha sede il dirigente centrale operativo (DCO) che controlla il traffico ferroviario sulla linea lenta Firenze-Orte nonché sulla linea Direttissima Firenze-Settebagni.

### Scalo merci
Oltre al servizio viaggiatori, la stazione è stata interessata da un importante flusso di treni merci, in binari esclusi dal servizio viaggiatori, ai quali si accede da via Campo d'Arrigo. 
Pertanto sono presenti binari dedicati al transito e alla sosta di treni merci oltre ad un fabbricato merci e una rimessa locomotive, entrambi dismessi e l'area da loro occupati oggetto di riqualificazione per permettere il transito e la sosta dei treni ad alta velocità. 
Infatti, in virtù dei lavori del passante ferroviario di Firenze, l’attuale scalo merci è destinato alla formazione dei treni per il trasporto delle terre di scavo delle gallerie fino al terminal di Bricchette.

## Movimento

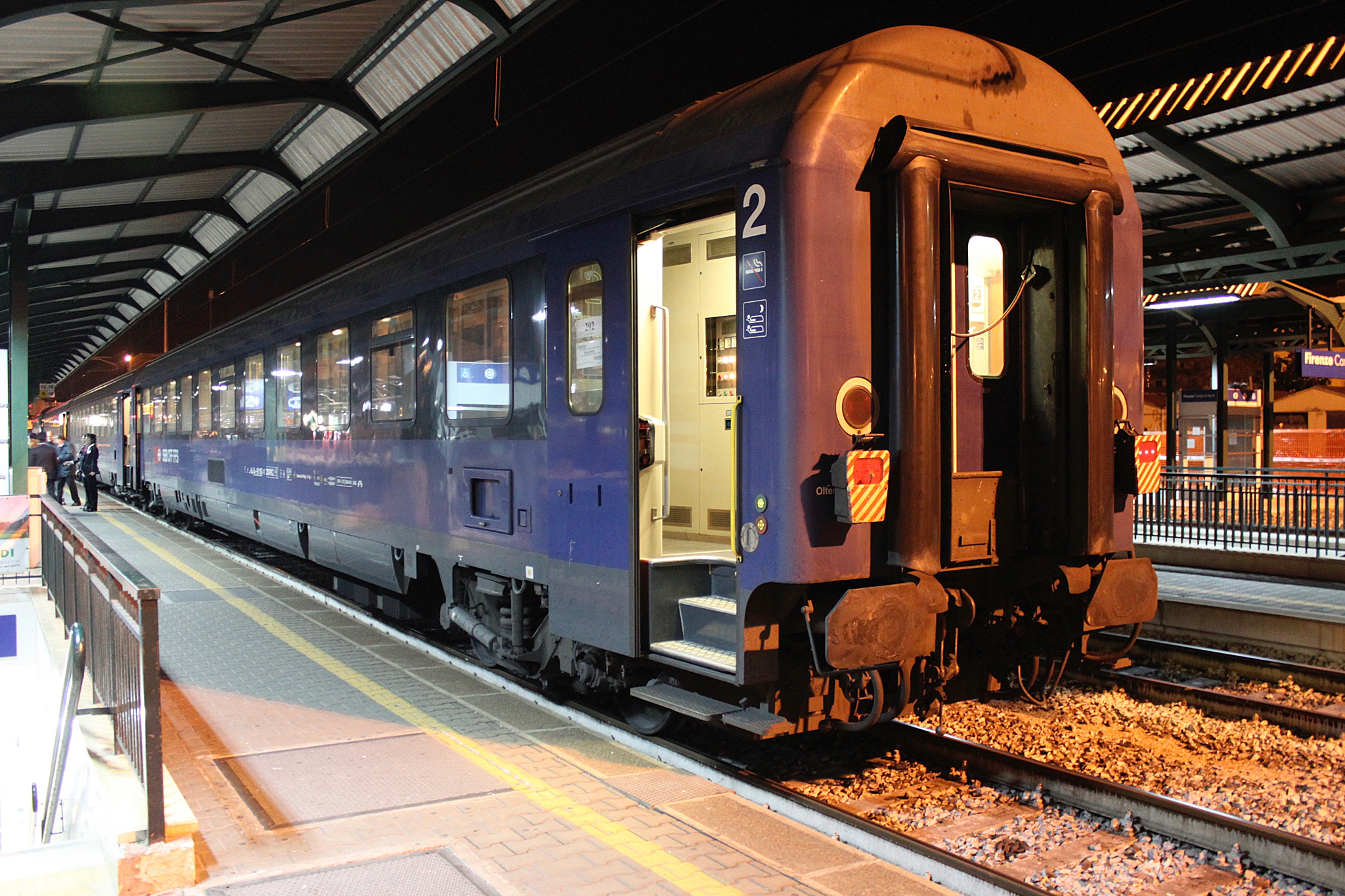
EN 314 Luna in sosta a Firenze Campo di Marte (2009)

La stazione è servita dai regionali svolti da Trenitalia nell'ambito del contratto di servizio stipulato con la Regione Toscana e inserito nel progetto Memorario. Detti servizi sviluppano un traffico passeggeri giornaliero pari a 6212 unità e riguardano tutte le direttrici che ivi vi transitano, ovvero la diramazione della ferrovia Faentina via Vaglia (di cui funge da capolinea) nonché tutto il traffico locale da/per Firenze Santa Maria Novella, Firenze Rifredi, Pontassieve/Borgo San Lorenzo e Arezzo.
Tra questi anche tutti i treni regionali veloci diretti a Roma e a Perugia/Foligno effettuano fermata nella stazione di Campo di Marte.
Fanno servizio nella stazione, infine, numerosi collegamenti a lunga percorrenza svolti dalla stessa Trenitalia, tra cui alcuni convogli Intercity sia diurni che notturni, oltre ad alcune relazioni ad alta velocità. Storicamente è stata fermata dei treni internazionali notturni, tra cui le relazioni Euronight.

### Treni ad alta velocità

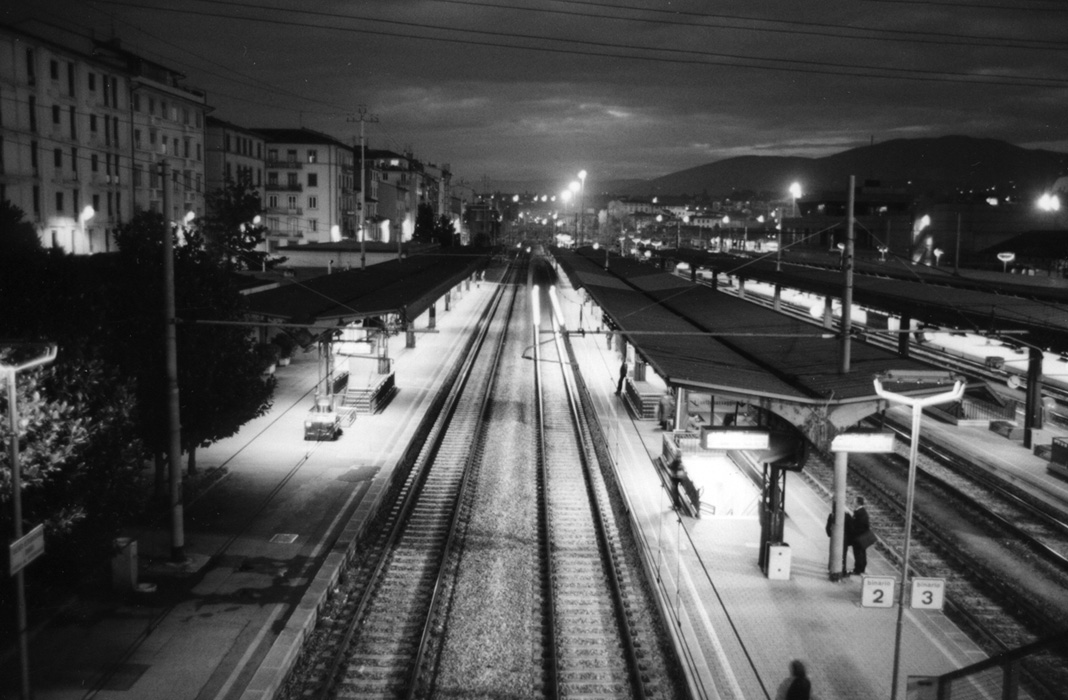
Veduta notturna della stazione

A partire dal 13 dicembre 2009 la stazione di Campo di Marte nei piani del Gruppo FS avrebbe dovuto assumere, al posto della stazione di Santa Maria Novella con funzione passante, il ruolo di fermata nella città di Firenze per i treni ad alta velocità Frecciarossa della relazione linea Torino-Roma, sia provenienti da sud che da nord, e per i treni Frecciargento provenienti da Roma con destinazioni Verona, Brescia e Bolzano. La stazione di Santa Maria Novella, infatti, è una stazione di testa, ed impone ai treni che vi giungono le complesse operazioni di regresso, aumentando così i tempi di percorrenza complessiva. La stazione di Campo di Marte, invece, è una stazione passante dove i treni, una volta imbarcati i passeggeri, possono proseguire senza dover invertire il senso di marcia.
Tuttavia, dopo un primo periodo d'esercizio, da dicembre 2010 tutti i treni Frecciarossa della relazione tra Torino e la Capitale che fermavano a Campo di Marte furono spostati a Santa Maria Novella, mentre rimasero attestate le altre relazioni. A fine 2018 i viaggiatori sui treni ad alta velocità che facevano sosta nella stazione erano pari a 1673 nei giorni feriali.
Nel 2019 Trenitalia ha deciso di portare alla stazione di Santa Maria Novella anche i treni Frecciargento Roma-Verona/Vicenza/Bolzano e viceversa che fino ad allora avevano continuato a fermare a Campo di Marte, suscitando alcune proteste. Da allora gli unici treni ad alta velocità che servono la stazione sono solo i Frecciargento Genova-Roma e viceversa.

## Servizi
La stazione dispone di:
- Biglietteria self-service 24/24h
- Accessibilità per portatori di handicap
- Bar
- Sottopassaggio
- Ascensori
- Servizi igienici
- Stazione video sorvegliata
- Sala di attesa
- Edicola
- Bancomat
- Posto di Polizia Ferroviaria
- Distributori automatici di snack e bevande
- Telefoni pubblici
- Parcheggio bici

## Interscambi
- Stazione ferroviaria
- Fermata Autolinee Toscane
- Stazione taxi (via Mannelli)